# Едмілсон Жуніор
Едмілсон Жуніор (порт. Edmílson Junior, нар. 19 серпня 1994, Льєж) — бельгійський футболіст бразильського походження, півзахисник катарського клубу «Аль-Духаїль».

## Ігрова кар'єра
Народився 19 серпня 1994 року в бельгійському місті Льєж в родині бразильського футболіста Едмілсона Пауло, який в цей час виступав у бельгійській команді «Серен». В ній же розпочав займатись футболом і Едмілсон Жуніор. Згодом також виступав в академіях «Юї» та «Стандарда» (Льєж).
У дорослому футболі дебютував 2012 року виступами за команду другого бельгійського дивізіону «Сент-Трюйден», де швидко став основним гравцем. За підсумками сезону 2014/15 Едмілсон вийшов з командою до вищого дивізіону з першого місця і 24 липня 2015 року у першому турі сезону 2015/16 півзахисник дебютував у вищому дивізіоні в грі проти «Брюгге» (2:1), в якій на 74 хвилині забив переможний гол, але вже за 4 хвилини отримав другу жовту картку і поле покинув. Загалом до кінця року він забив 5 голів у 19 іграх чемпіонату, зацікавивши кілька бельгійських клубів.
В січні 2016 року Едмілсон разом із одноклубником Жаном-Люком Домпе перейшов до рідного «Стандарда» (Льєж), підписавши контракт на 3,5 сезони. Відіграв за команду з Льєжа наступні два сезони своєї ігрової кар'єри. Граючи у складі «Стандарда» також здебільшого виходив на поле в основному складі команди і став дворазовим володарем Кубка Бельгії.
22 липня 2018 року Едмілсон перейшов у катарський «Аль-Духаїль». З командою виграв Кубок Еміра Катару 2019 року, забивши один з голів у фіналі проти «Ас-Садда» (3:1), а наступного року став чемпіоном Катару. Це дозволило Едмілсону з командою поїхати на домашній клубний чемпіонат світу, де Жуніор зіграв в обох матчах і забив гол у грі проти південнокорейського клубу «Ульсан Хьонде» (3:1), завдяки чому команда здобула перемогу і посіла 5 місце. Станом на 11 лютого 2021 року відіграв за команду з Дохи 52 матчі в національному чемпіонаті.

## Статистика виступів

### Статистика клубних виступів
| Сезон                       | Команда                     | Чемпіонат                   | Чемпіонат | Чемпіонат | Національний кубок | Національний кубок | Національний кубок | Континентальні кубки | Континентальні кубки | Континентальні кубки | Інші змагання | Інші змагання | Інші змагання | Усього | Усього |
| Сезон                       | Команда                     | Ліга                        | Ігор      | Голів     | Ліга               | Ігор               | Голів              | Ліга                 | Ігор                 | Голів                | Ліга          | Ігор          | Голів         | Ігор   | Голів  |
| --------------------------- | --------------------------- | --------------------------- | --------- | --------- | ------------------ | ------------------ | ------------------ | -------------------- | -------------------- | -------------------- | ------------- | ------------- | ------------- | ------ | ------ |
| 2012–13                     | «Сент-Трюйден»              | Д2                          | 26        | 1         | КБ                 | 4                  | 1                  |                      | -                    | -                    | -             | -             | -             | 30     | 2      |
| 2013–14                     | «Сент-Трюйден»              | Д2                          | 19        | 1         | КБ                 | 5                  | 0                  |                      | -                    | -                    | -             | -             | -             | 24     | 1      |
| 2014–15                     | «Сент-Трюйден»              | Д2                          | 23        | 2         | КБ                 | 2                  | 0                  |                      | -                    | -                    | -             | -             | -             | 25     | 2      |
| 2015-січ. 2016              | «Сент-Трюйден»              | Л1                          | 19        | 5         | КБ                 | 2                  | 0                  |                      | -                    | -                    | -             | -             | -             | 21     | 5      |
| Усього за «Сент-Трюйден»    | Усього за «Сент-Трюйден»    | Усього за «Сент-Трюйден»    | 87        | 9         |                    | 13                 | 1                  |                      | -                    | -                    |               | -             | -             | 100    | 10     |
| січ.-черв. 2016             | «Стандард» (Льєж)           | Л1                          | 11        | 2         | КБ                 | 3                  | 1                  | ЛЄ                   | 0                    | 0                    | -             | -             | -             | 14     | 3      |
| 2016–17                     | «Стандард» (Льєж)           | Л1                          | 27        | 5         | КБ                 | 1                  | 0                  | ЛЄ                   | 6                    | 1                    | -             | -             | -             | 34     | 6      |
| 2017–18                     | «Стандард» (Льєж)           | Л1                          | 24        | 3         | КБ                 | 3                  | 1                  |                      | -                    | -                    | -             | -             | -             | 27     | 4      |
| 2018–19                     | «Стандард» (Льєж)           | Л1                          | 0         | 0         | КБ+СБ              | 0+1                | 0+1                | ЛЧ                   | 0                    | 0                    | -             | -             | -             | 1      | 1      |
| Усього за «Стандард» (Льєж) | Усього за «Стандард» (Льєж) | Усього за «Стандард» (Льєж) | 62        | 10        |                    | 8                  | 3                  |                      | 6                    | 1                    |               | -             | -             | 76     | 14     |
| 2018–19                     | «Аль-Духаїль»               | КЛЗ[що це?]                 | 22        | 4         | КЕК                | 0                  | 0                  | ЛЧ                   | 6                    | 1                    | -             | -             | -             | 28     | 5      |
| Усього за кар'єру           | Усього за кар'єру           | Усього за кар'єру           | 171       | 23        |                    | 21                 | 4                  |                      | 12                   | 2                    |               | -             | -             | 204    | 29     |

## Титули і досягнення
- Володар Кубка Бельгії (2):

«Стандард» (Льєж): 2015/16, 2017/18
- Чемпіон Катару (2):

«Ад-Духаїль»: 2019/20, 2022/23
- Володар Кубка Еміра Катару (2):

«Ад-Духаїль»: 2019, 2022
- Володар Кубка зірок Катару (2):

«Ад-Духаїль»: 2022/23, 2024/25